# Ryū ga Gotoku Kenzan!
Ryū ga Gotoku Kenzan! (jap. 龍が如く 見参!), von Fans auch als Yakuza Kenzan! bezeichnet, ist ein ausschließlich im asiatischen Raum für die PlayStation 3 erschienener Ableger von Segas Yakuza-Reihe. Wie auch im Falle von Yakuza Ishin wünschen sich Fans der Serie seit vielen Jahren eine Lokalisierung des Spiels, mit wachsender Popularität von Yakuza im Westen wurden die Rufe lauter. Laut Head of Ryu Ga Gotoku Studio Daisuke Sato ist die Entscheidung kompliziert, weil aufgrund des Alters der Spiele inzwischen ein Remake anstelle einfacher Portierungen vonnöten wäre.
In Japan konnten bis Januar 2010 270.438 Exemplare des Spiels abgesetzt werden. Seine Verkaufszahlen qualifizierten es für eine Neuveröffentlichung als Teil der „PlayStation3 the Best“-Serie im Dezember 2008.

## Handlung
Nach seiner Niederlage in der Schlacht von Sekigahara gab Miyamoto Musashi sein Leben als Schwertkämpfer auf, um fortan unter dem Alias Kiryu Kazumanosuke in Gion (Kyōto) sein Brot als Söldner zu verdienen. Fünf Jahre später bekommt er überraschend Besuch von einem Mädchen namens Haruka, das ihn bittet, Miyamoto Musashi zu ermorden – einen Betrüger, der von Musashis einstiger Berühmtheit profitiert.
Zuerst lehnt Musashi den Auftrag ab, weil Haruka ihn nicht bezahlen kann; als sie jedoch beginnt, im örtlichen Bordell zu arbeiten, um Musashis Sold zusammenzusparen, akzeptiert er und macht sich auf die Suche nach dem Betrüger.

## Spielprinzip und Technik
Das Gameplay entspricht den übrigen Teilen der Saga: in einer beschränkt interaktiven, offenen Spielwelt wechseln sich Adventure-Elemente mit Kampfszenen ab. Die einzig große Veränderung ist die Veränderung des Szenarios von der Gegenwart zum Zeitalter des feudalen Japan.